# Diavolo Custode (fumetto)
Diavolo Custode (Guardian Devil) è un ciclo di storie a fumetti statunitensi pubblicato dalla Marvel Comics in Daredevil nn. 1-8, scritto da Kevin Smith e illustrato da Joe Quesada e Jimmy Palmiotti. Nella storia, Daredevil si trova a doversi occupare di un bebè che potrebbe essere il Messia o l'Anticristo; sono presenti forti temi cattolici, provenienti dalle esperienze di Smith.

## Trama
Karen Page rompe la sua relazione con Matt Murdock in quanto non certa dei sentimenti che prova nei suoi confronti. Murdock, ferito e arrabbiato per l'accaduto, cerca conforto nella fede cattolica.
Una quindicenne che ha recentemente avuto un figlio, viene braccata da alcuni uomini misteriosi che le uccidono i genitori. La ragazza ha una sorta di visione mistica, al termine del quale va nell'ufficio di Murdock; rivela di essere a conoscenza della sua identità di Devil e sostiene di essere rimasta incinta nonostante non abbia mai avuto alcun rapporto sessuale. Afferma che il bambino è destinato a diventare il Messia, quindi lo affida alle cure di Matt e se ne va. L'avvocato cerca di scoprire di più sul concepimento del neonato, ma viene avvicinato da un uomo chiamato Nicholas Macabes, il quale ha inviato i sicari contro la madre del bambino; Macabes ritiene che il piccolo sia in realtà l'Anticristo e che pertanto vada eliminato. Consegna a Murdock un piccolo crocifisso, concedendogli due giorni per decidere cosa fare.
Karen torna da Matt sconvolta e lo informa di essere risultata positiva all'HIV, probabilmente contratto durante gli anni passati come porno star. Allo stesso tempo, Foggy Nelson, partner e migliore amico di Murdock, tradisce la sua consorte con una ricca divorziata sua cliente, la quale muore improvvisamente; Nelson viene accusato di omicidio, sebbene lui affermi che la donna si era trasformata in un essere mostruoso, aggredendolo e lanciandosi fuori da una finestra in un apparente suicidio. Rosalynd Sharpe, madre di Foggy e capo suo e di Matt, licenzia il figlio affinché il suo arresto non influisca negativamente sul loro studio legale e Matt si dimette, in quanto contrario alla cosa. Devil contatta la Vedova Nera (sua ex amante) per chiederle assistenza con il neonato. Successivamente, colto da una sorta di paranoia, sembra convincersi che Macabes abbia ragione e arriva ad aggredire la Vedova e a gettare il bambino giù da un edificio; la spia riesce a salvare il piccolo e, a un secondo tentativo, è Matt stesso a tornare in sé e a frenare la caduta del neonato. Trova rifugio nella chiesa di Suor Maggie, che lo aveva curato in passato, e l'affronta riguardo alla consapevolezza che sia sua madre.
Macabes contatta Karen e le spiega che il neonato è l'Anticristo, pertanto è in qualche modo responsabile del suo HIV a causa della sua influenza malvagia. Temendo per la sicurezza di Matt, Page va da lui e cerca di convincerlo a consegnare il bambino a Macabes, ma l'eroe l'aggredisce verbalmente spingendola a fuggire. Devil lascia il piccolo alle cure di Maggie e va a chiedere aiuto al Dottor Strange, il quale scopre che la croce datagli da Macabes è contaminata da una droga non rilevabile che ha causato i suoi attacchi di paranoia e aggressività. Strange elimina la sostanza dall'organismo di Devil, dopodiché evoca Mefisto per ottenere informazioni, apprendendo che la madre dell'eroe è in pericolo.
Intanto, Macabes invia il killer Bullseye nella chiesa in cui si trova il bambino per recuperarlo. Il criminale uccide una decina di persone e ferisce gravemente Maggie, prima che Devil arrivi e lo combatta. Sul posto sopraggiunge anche Karen, la quale cerca di aiutare l'eroe, senza successo: Bullseye riesce a rapire il neonato e cerca di colpire Devil con uno dei suoi bastoni, ma Karen si frappone tra loro e viene trafitta, morendo tra le braccia di Murdock.
Devastato dalla morte di Page, Matt contempla brevemente il suicidio, ma poi decide di salvare il neonato. Matt rintraccia Macabes nel suo quartier generale e supera tutte le sue difese, fino a raggiungerlo; scopre così che Macabes è in realtà Quentin Beck, il criminale Mysterio. Beck si è sempre sentito sottovalutato e, quando un anno prima gli fu diagnosticato un cancro incurabile grazie al quale fu dimesso dal carcere, decise di usare il tempo che gli rimaneva per realizzare un piano con cui farsi riconoscere da tutti: dal momento che allora il suo acerrimo nemico, Spider-Man, era stato temporaneamente sostituito da un clone, decise di rivolgere le sue attenzioni a Devil (con il quale si era scontrato una volta). Pertanto si fece aiutare da Kingpin per ottenere informazioni personali sull'eroe, inseminò artificialmente la ragazza (che poi ha fatto uccidere in un secondo momento) e le fece credere che il figlio fosse il Messia con una visione indotta, incastrò Foggy per l'omicidio dell'amante, falsificò la diagnosi di HIV di Karen e assunse Bullseye per compiere il massacro della chiesa; Mysterio era sicuro che, una volta scoperto tutto questo, Devil lo avrebbe ucciso, ma l'eroe rifiuta di assecondarlo affermando che tutte le sue azioni non sono originali, in quanto Kingpin in precedenza aveva già cercato di farlo impazzire. Deluso, Beck libera il neonato e si suicida.
Dopo il funerale di Karen, Devil ha una conversazione con Spider-Man che lo porta a rendersi conto che, nella tragedia, la salvezza del neonato rappresenta un esito positivo. Murdock riacquista la sua fede e concede il bambino (che si scopre essere una femmina) in adozione a una coppia del New Jersey, ribattezzandola Karen. Matt si riconcilia con la Vedova Nera e va con Foggy (scagionato dalle accuse) sul sito del loro vecchio ufficio, decidendo di aprire nuovamente un loro studio con i soldi lasciati da Page nel testamento.

## In altri media
- La morte di Karen Page rappresentata nel fumetto viene nominata nel gioco The Rogues' Challenge nel DVD Spider-Man: The Return of the Green Goblin per Spider-Man.
- Lo scontro della chiesa viene ripreso parzialmente nella terza stagione di Daredevil, nell'episodio Karen. In questa versione, Bullseye si spaccia per Devil indossando un costume identico al suo e viene inviato da Kingpin a uccidere Karen nella chiesa in cui si nasconde. L'uomo minaccia una strage e, quando si accinge a uccidere Page, viene contrastato dall'arrivo del vero Devil. Nello scontro che ne segue, il criminale cerca di uccidere Page lanciandole contro una scheggia di legno, ma il prete Paul Lantom si frappone tra loro e muore al posto della donna (come nei fumetti Karen muore per proteggere Murdock). Inoltre, l'episodio si conclude con Karen che regge il corpo ferito e privo di sensi di Matt, similmente alla scena cartacea in cui Devil tiene tra le braccia la morente Page.